# Buquebus
Buquebus é uma empresa argentina e uruguaia de transporte fluvial de passageiros que liga Argentina e Uruguai com suas balsas cruzando o Rio da Prata. Fundada e presidida pelo argentino, também naturalizado uruguaio, Juan Carlos López Mena, a companhia também realiza trajetos terrestres a Termas del Arapey, Termas del Dayman, Salto, Uruguay, Carmelo, Atlántida, Punta del Este, La Paloma, La Pedrera e Punta del Diablo desde Montevidéu, Colônia e Piriápolis. Além disso, operou a BQB Lineas Aereas, empresa aérea baseada em Punta del Este.

## Frota
| Buque                  | Construção | Entrada em serviço | Comprimento (metros) | Passageiros | Bandeira  | Velocidade (nós) |
| ---------------------- | ---------- | ------------------ | -------------------- | ----------- | --------- | ---------------- |
| Juan Patricio          | 1995       | 1995               | 70                   | 450         | Argentina | 47               |
| Atlantic III           | 1993       | 1993               | 74                   | 610         | Uruguai   | 38               |
| Eladia Isabel          | 1986       | 1986               | 82                   | 1200        | Uruguai   | 15               |
| Albayzin               | 1994       | 1994               | 96                   | 450         | Uruguai   | 37               |
| Luciano Federico L     | 1997       | 1997               |                      | 450         | Uruguai   | 55               |
| Silvia Ana L           | 1996       | 1996 - 2000 2007 - | 125                  | 1200        | Uruguai   | 42               |
| Patricia Olivia II     | 1998       | 1998               | 45                   | 300         | Uruguai   | 50               |
| Flecha De Buenos Aires | 1986       | 1996               | 34                   | 250         | Uruguai   | 30               |
| Thomas Edison          | 1999       | 1999               | 45                   | 302         | Uruguai   | 48               |
| Francisco              | 2013       | 2013               | 99                   | 955         |           | 58               |